# Војислав Луковић
Војислав Луковић (Београд, 1960) српски је сликар-рестауратор, конзерватор, иконописац и фотограф .

## Биографија
Дипломирао је 1989. године на Факултету ликовних уметности у Београду. У Народном музеју у Београду положио је стручни испит за звање сликара-рестауратора; овде је радио на конзервацији и рестаурацији слика и икона на платну и дрвету.
Као члан тима рестауратора радио је за потребе Завода за заштиту споменика културе Крагујевац и Смедерево на рестаурацији фресака цркве Светог архиђакона Стефана (15. век) у манастиру Копорин. Такође је радио и на рестаурацији фесака храма Св.Тројице у манастиру Сопоћани, као и зидног сликарства у згради Лучке Капетаније у Сочију, Русија (тадашњи СССР).
У Центру за Културно наслеђе (енгл. Center for Cultural Heritage) у Никозији на Кипру, основао је Атеље за рестаурацију икона, где је као главни рестауратор радио на рестаурацији икона из периода од 15. до 20. века, као и на припреми изложбе Кипарских икона: „A l Image de Dieu“, одржане у Милузу и Стразбуру (у Француској). На „Универзитету за Треће доба“ у Београду радио је као ментор на предмету „сликарство“.
Учествовао је као сарадник САНУ у изради Речника појмова ликовних уметности и архитектуре.
Више пута је самостално излагао иконопис и учествовао на великом броју колективних изложби презентујући иконопис и конзерваторске радове.
Од 2018. године активно се бави фотографијом.
Рукопроизведени ипођакон СПЦ.
Кандидат мајстор Фото савеза Србије, секретар ФСС, председник ФК Београд. EFIAP, c*Mol.
Као самостални уметник живи и ради у Београду.

## Чланство
- Члан је УЛУПУДС-а (Удружење ликовних уметника примењених уметности и дизајнера Србије)[2]
- Члан је ФСС (Фото савез Србије) , председник  Фото клуба БЕОГРАД, секретар ФСС (Фото савез Србије)

## Иконе у збиркама
- Музеја Епархије банатске (Szerb Egyhazi Muzeum), Сентандреја, Мађарска
- Српског музеја хлеба у Пећинцима,[3]
- Малој галерији Синише Пауновића, Београд
- , Dublin, Ireland

## Публиковани радови
- "БОЖАНСТВЕНА СВЕТЛОСТ", фотомонографија, Војислав Луковић, Београд, 2024.
- "ОД ШУМАДИЈЕ ДО ОСТРОГА", фотомонографија, Војислав Луковић, Београд, 2024.
- "ВОЂЕНИ РЕЧЈУ", рецензија књиге ХРАМ СВ.АРХИЂАКОНА СТЕФАНА Уметност и архитектура, прот. Србољуб Милетић, Београд 2012.
- „Модуларни радни рам за натезање платна“, 28. Гласник друштва конзерватора Србије, Београд, 2004.
- „МАЛА ЕРМИНИЈА ВОЈИСЛАВА ЗОГРАФА“ сликарска технологија јајчане темпере, „АТОС“, Београд, 2003.[4][5]
- „Сложени проблеми конзервације и рестаурације иконостаса цркве Св. Георгија из Великих Бастаја, рад Мојсеја Суботића из 1875. године“ — 18. Гласник конзерватора Србије, Београд, 1994.[6]

## Насликани иконостаси
- у храму Успења Пресвете Богородице. у Кукурузарима,  Хрватска Костајница, Хрватска
- у храму Св.Василија Острошког у Горњем Будачком, Хрватска
- У параклису Васкрсења Христовог, Окружни затвор Београд[7]
- У цркви Сретења Господњег у Раљи, Београд, Србија
- У цркви Светог Илије у Растовцу, Никшић, Црна Гора
- У цркви Ваведења Пресвете Богородице, манастир Шудикова, Црна Гора

## Зидно сликарство
- Зидна слика у Епархијском двору Епархије Горњокарловачке, Карловац, Хрватска
- Параклис Васкрсења Христовог, Окружни затвор Београд
- Храм Богородице Тројеручице у Доњем Будачком, Карловац, Хрватска
- Храм Преображења Господњег, Жабљак, Црна Гора
- Парохијски дом храма Св. Цара Константина и Јелене, Београд[8]
- Капела Св. Симеона Богопримца, Црна Река
- Певнице у цркви Св. Ђорђа у Голубцу, Мионица

## Рестуарирани иконостаси
- Иконостас цркве Св. Георгија из Великих Бастаја, Славонија
- Иконостас цркве Св. Петке у Пиперцима, Република Српска[9]
- Иконостас цркве Рођења Пресвете Богородице у Богатићу

## Награде и признања
- 2024. Стекао високо фотографско звање КМФ ФСС (Кандидат мајстор Фото савеза Србије)
- 2023. Грамата Патријарха српског г.г. Порфирија
- 2022. Рад у награђеној колекцији Фото клуба Београд на КУПУ Клубова Фото савеза Србије.
- 2021. Рад у награђеној колекцији Фото клуба Београд на КУПУ Клубова Фото савеза Србије.
- 2020. Два рада у награђеној колекцији Фото клуба Београд  на КУПУ Клубова Фото савеза Србије.
- 2020. Трећа награда на Републичкој изложби Фото савеза Србије
- 2017. ВИТЕЗ СРПСКОГ СЛИКАРСТВА, IX Видовданске културне свечаности, Златибор
- 2014. Грамата Патријарха Иринеја
- 1998. Годишња награда УЛУПУДС-а
- 1992. Специјално признање Музеја примењених уметности за постигнут висок уметнички ниво у области конзервације и рестаурације на „Мајској изложби УЛУПУДС-“а
- 1987. Награда за цртеж на тему "Животиње", на ФЛУ